# Dusona longigenata
Dusona longigenata là một loài tò vò trong họ Ichneumonidae.